# Aemulatrix
Aemulatrix là một chi bướm đêm thuộc phân họ Olethreutinae trong họ Tortricidae.

## Các loài
- Aemulatrix aequilibra Diakonoff, 1982
- Aemulatrix notognatha Diakonoff, 1988